# Čëka
La Čëka (in russo Чёка?; Čeka o Čok) è un fiume della Russia siberiana occidentale, affluente di destra della Tara. Scorre nel Kyštovskij rajon dell'oblast' di Novosibirsk. Appartiene al bacino dell'Irtyš.
Nasce dalle paludi di Vasjugan e scorre con direzione prevalentemente sud-ovest. Confluisce nella Tara a 318 km dalla foce. La sua lunghezza è di 295 km e il suo bacino è di 4 010 km².